# 飯田高原

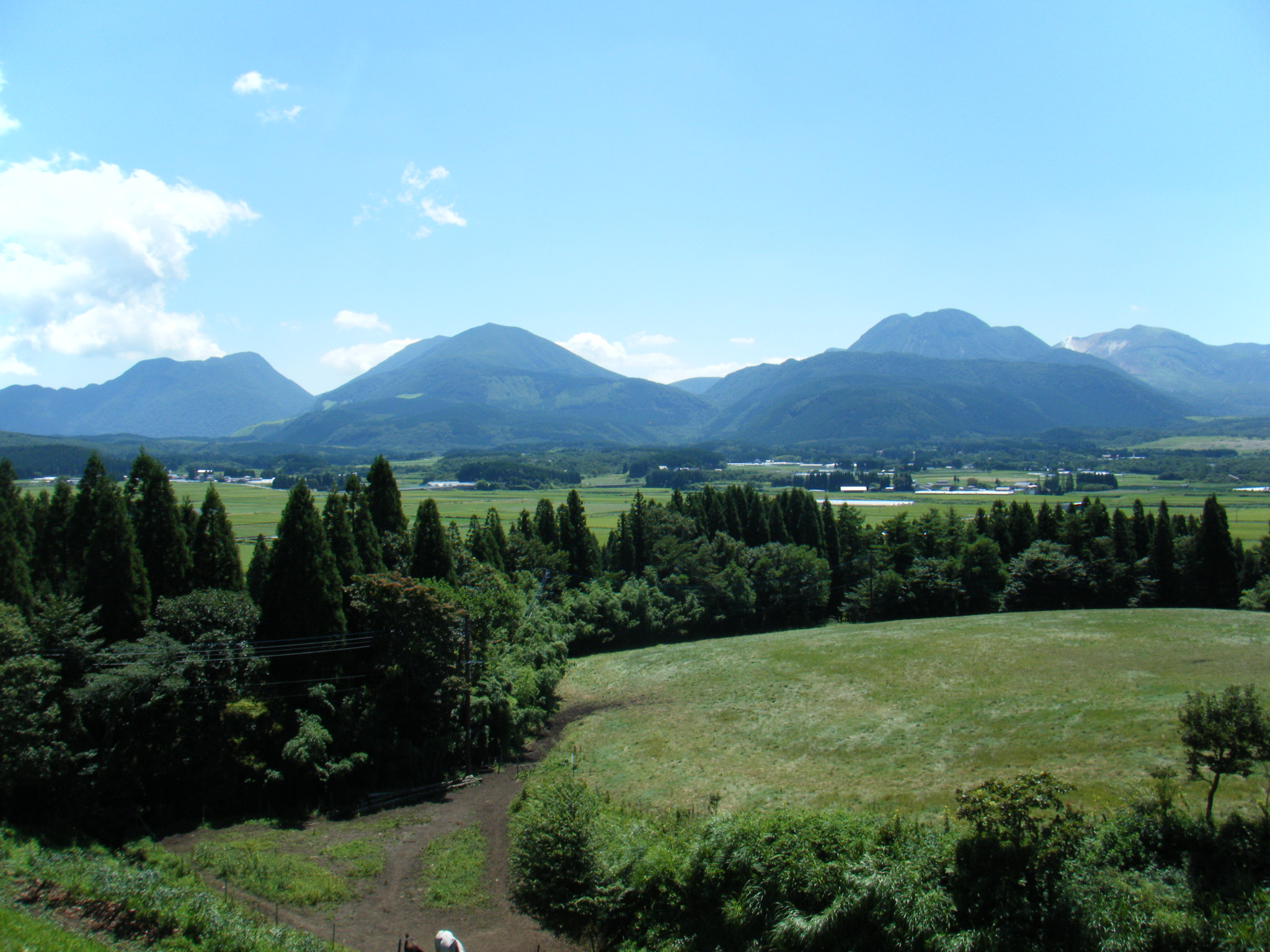
飯田高原、旭日台より九重連山

飯田高原（はんだこうげん）は、大分県玖珠郡九重町南部に位置する高原。県北西部の九重火山群北麓一帯の総称で、標高750から1,200メートルの緩斜面である。玖珠川の水源地帯でもある。阿蘇くじゅう国立公園に含まれる。

## 地理
行政的には大分県九重町に位置しており、その主要部は飯田地区（旧飯田村）にある。
江戸時代の藩政期には広大な入会原野となっていたが、明治時代になり予約開墾払下法による払い下げを受けて、大分牧場の開設と千町無田開拓が行われた。大分牧場は1891年（明治24年）に地元の資産家らの名義で開設されたが、1903年（明治36年）に解散となった。一方、1889年（明治22年）に筑後川の氾濫で家と耕地を失なった農民の救済のため、青木牛之助が指導者となって飯田高原の東部で千町無田開拓が始まった。
1964年（昭和39年）10月のやまなみハイウェイ開通により、観光客が急増するとともに、玖珠キャベツの出荷も盛んになった。
飯田高原では毎年定期的に野焼きが行われており、「野焼きによる感動の景観づくり」として平成29年度国土交通省手づくり郷土賞を受賞している。

## 観光
長者原一帯の長者原温泉（星生温泉、牧の戸温泉など）、高地の寒の地獄温泉、高原中央部の馬子草温泉など温泉に富む。これらやまなみハイウェイ沿いの温泉はまとめてくじゅう連山温泉郷と呼ばれる。近隣の筌の口九酔峡エリアには筌の口温泉、九酔峡、九重夢大吊橋などがある（九酔峡参照）。

## 鉄道の列車名
当高原に因んだ列車名「はんだ」が、かつて存在した。
詳細は日田彦山線を参照されたいが、1963年に国鉄（当時）の臨時準急列車として門司港・直方～由布院間（筑豊本線・伊田線経由）に設定され、翌年には定期列車となった。1966年の急行格上げ、1980年の快速格下げを経て運行されたが、国鉄民営化直前の1986年秋に列車は廃止となった。